# Ida Barney
Ida Barney (New Haven, 6 novembre 1886 – New Haven, 7 marzo 1982) è stata un'astronoma statunitense conosciuta per i suoi 22 volumi di misure astrometriche su 150.000 stelle.
Legata professionalmente all'Osservatorio dell'Università Yale, nel 1952 le fu conferito il Premio Annie Jump Cannon per l'astronomia.

## Biografia

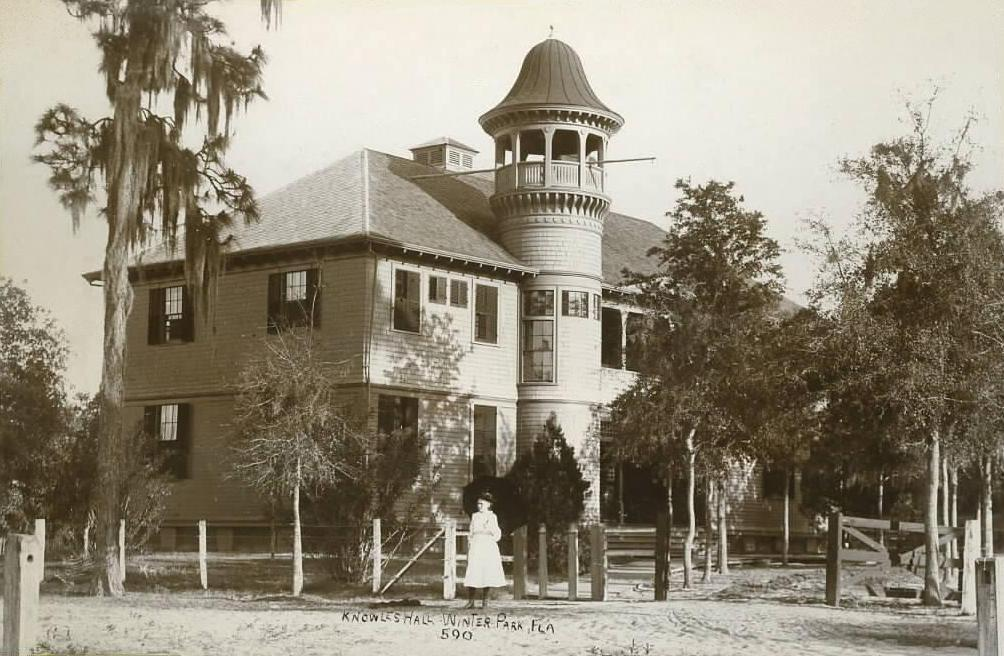
Rollins College, 1909 circa

Barney nacque da Ida Bushnell Barney e Samuel Eben Barney. Nel 1908 conseguì un Bachelor of Arts allo Smith College, indi tre anni dopo conseguì il dottorato di ricerca in matematica all'Università Yale.
Dal 1911 al 1912 insegnò matematica al Rollins College, in seguito tornò allo Smith College ricoprendo il medesimo incarico. Nel 1917 fu assunta come docente al Lake Erie College, dove rimase fino al 1919. L'anno successivo tornò allo Smith College come professore assistente, e nel 1922 divenne assistente di ricerca all'Osservatorio dell'Università Yale, incarico che ricoprì fino al 1949, quando fu promossa a ricercatrice associata. Agli inizi della sua carriera come astronoma lavorò sotto la direzione di Frank Schlesinger tracciando la posizione delle stelle per mezzo di lastre fotografiche e calcolando le loro coordinate celesti. Mise a punto diversi metodi che aumentavano sia l'accuratezza che la velocità delle misurazioni astronomiche, compreso l'uso di una macchina che centrava automaticamente le lastre fotografiche.
Nel 1941, quando Schlesinger andò in pensione, Barney assunse la piena supervisione della catalogazione. Sotto la sua direzione le misurazioni delle lastre fotografiche vennero completate presso l'IBM Watson Scientific Laboratory utilizzando un nuovo dispositivo elettronico che riduceva l'affaticamento degli occhi e che garantiva una maggiore precisione. Diede il suo maggiore contributo allo Yale Observatory Zone Catalog, una serie di cataloghi di stelle pubblicati dall'Osservatorio di Yale dal 1939 al 1983 contenente circa 400.000 stelle che fu la base del Catalogo BS. Il suo contributo individuale a questi cataloghi stellari comprese la registrazione della posizione, della magnitudine e del moto proprio di circa 150.000 stelle. Per via della sua elevata precisione, il catalogo è ancora utilizzato oggi in studi sui moti propri.
Al suo ritiro dalla vita accademica nel 1955 le succedette Dorrit Hoffleit. Nel 1952 l'American Astronomical Society le assegnò il Premio Annie Jump Cannon per l'astronomia.
I suoi resti sono sepolti nel cimitero di Grove Street a New Haven, nel Connecticut.

## Riconoscimenti
Le è stato dedicato l'asteroide 5655 Barney scoperto da Ingrid van Houten-Groeneveld, Cornelis Johannes van Houten e Tom Gehrels all'Osservatorio di Monte Palomar nel 1973.

## Opere
- Ida Barney e Jan Schilt, Discussion of the proper motions in the equatorial Zone, in Astronomical Journal, vol. 37, 1927,  p. 181, DOI:10.1086/104785.
- Ida Barney e Jan Schilt, Analysis of the Yale proper motions in the zones between +50 degrees and +55 degrees and between +55 degrees and +60, in Astronomical Journal, vol. 40, 1930,  p. 168, DOI:10.1086/105000.
- Ida Barney e Frank Schlesinger, An effect of a star's color upon its apparent photographic position, in Astronomical Journal, vol. 47, 1938,  p. 86, DOI:10.1086/105478.
- Ida Barney e Frank Schlesinger, On the accuracy of the proper motions in the General Catalogue Albany, in Astronomical Journal, vol. 48, 1939,  p. 51, DOI:10.1086/105546.
- Ida Barney e Frank Schlesinger, New reductions of astrographic plates with the help of the Yale photographic Catalogues, in Astronomical Journal, vol. 49, 1940,  p. 39, DOI:10.1086/105625.